# Sunshine Island
Sunshine Island (kinesiska: 周公島, 周公岛) är en ö i Hongkong (Kina). Den ligger i den västra delen av Hongkong. Arean är 0,62 kvadratkilometer.
Terrängen på Sunshine Island är lite kuperad. Öns högsta punkt är 91 meter över havet. Den sträcker sig 0,8 kilometer i nord-sydlig riktning, och 1,0 kilometer i öst-västlig riktning.